# Piero Bernardini
Piero Bernardini (Firenze, 23 giugno 1891 – Firenze, 13 ottobre 1974) è stato un pittore e illustratore italiano.

## Biografia
I suoi genitori, Adele Bicchi e Cesare Bernardini, quest'ultimo al servizio per le ferrovie dello Stato, inizialmente lo portarono a completare ginnasi d'istruzione professionale per prepararlo a lavorare per nella stessa azienda nazionale, ma alla fine seguì le sue inclinazione e s'iscrisse alla Scuola libera del nudo, dove ebbe come compagno d'accademia Luigi Bertolini.
I suoi esordii avvennero nel 1908 realizzando illustrazioni, vignette e piccole testate su Il Passerotto di Omero Redi e Il Collodi. Poi aprì una sede con Giuseppe Cartoni, assieme al quale riunì un gruppo culturale con Ridolfo Mazzucconi, Bruno Fallaci, Puccio Pucci, definito da Filippo Tommaso Marinetti: «movimento contenente indubbi elementi di simultaneità», in una storica serata futurista del 1913, presso il Teatro Verdi. Nel 1914 espose incisioni alla Mostra internazionale del bianco e nero a Firenze.
Anche con una grave disfunzione oculare, all'inizio della Grande Guerra fu occupato all'ospedale militare di Cividale, dove dipinse vari decori murali che a causa delle distruzione belliche sono andati perduti. Nel frattempo collaborò alla rivista Trincea e tenne frequentemente un epistolario disegnato con i propri familiari e intimi, lavori che furono poi esposti per la prima volta al pubblico in un allestimento postumo alla Galleria "L'Indiano" e nel catalogo di memorialistica militare ZG. Zona di guerra (1976).
Finito il conflitto venne assunto alla Biblioteca Filosofica di Firenze, così potendo permettersi di riprendere le attività di lettura e disegno.